# 카나빈스카야역 (니즈니노브고로드 지하철)
카나빈스카야역(러시아어: Канавинская)은 1993년 12월 20일 개통한 니즈니노브고로드 지하철 소르몹스코 메셰르스카야 선의 역이다.

## 환승
이 역은 트램과 버스를 통해 소르몹스키, 모스콥스카야, 제르친스크와 연결된다.